# Lempur Danau
Lempur Danau is een bestuurslaag in het regentschap Kerinci van de provincie Jambi, Indonesië. Lempur Danau telt 1198 inwoners (volkstelling 2010).